# Liste des ambassadeurs allemands au Lesotho
 (mars 2023).
La République fédérale d'Allemagne n'est actuellement représentée diplomatiquement que par un consul honoraire à Maseru, la capitale du Lesotho. Il n'y a pas d'ambassade locale. L'ambassade d'Allemagne à Pretoria, en Afrique du Sud, est responsable du Lesotho.
Le Reich allemand s'occupait également de la colonie britannique du Basutoland depuis l'ambassade de Pretoria.
La République fédérale d'Allemagne établie au Lesotho le 15 février 1968, environ un an et demi après avoir obtenu son indépendance officielle le 4 avril. Octobre 1966, à Maseru une ambassade. Après des tensions politiques internes et la déclaration de l'état d'urgence, la République fédérale a fermé les portes de son ambassade du 30 avril en juin 1971. Rouvert en octobre 1977 et refermé fin 1994. Depuis lors, il n'y a eu qu'un seul consulat honoraire d'Allemagne au Lesotho.
La RDA n'y a élu domicile qu'en 22. Relations diplomatiques officielles avec le Lesotho établies en mars 1976. Cependant, aucune ambassade n'a été ouverte à Maseru. Tout d'abord, l'ambassadeur respectif de la RDA à Lusaka, en Zambie, a reçu une deuxième accréditation pour le Lesotho. À partir de 1986, l'ambassadeur d'Allemagne de l'Est à Maputo, au Mozambique, était responsable du Lesotho.

## Ambassadeur de la République fédérale d'Allemagne à Maseru
| Nom de famille             | mandat    |
| -------------------------- | --------- |
| Karl Heinz Wever           | 1968-1971 |
| Joseph Regenhardt          | 1977-1980 |
| Gerd Schaar                | 1981-1983 |
| Hans Henning Wolter        | 1983-1987 |
| Hans Gunter Gnodtke        | 1987-1989 |
| Marc Ulrich von Schweinitz | 1989-1992 |
| Wolfgang Moser             | 1992-1994 |

## Ambassadeur responsable de la RDA pour le Lesotho
| Nom de famille  | mandat    | Remarques                                     |
| --------------- | --------- | --------------------------------------------- |
| Gerhard Stein   | 1977-1979 | deuxième accrédité de Lusaka / Zambie         |
| Horst Köhler    | 1979-1984 | deuxième accréditation de Lusaka/Zambie       |
| Helmut Matthes  | 1986-1988 | deuxième accréditation de Maputo / Mozambique |
| Günther Fritsch | 1989-1990 | deuxième accréditation de Maputo/Mozambique   |

## Sources
- Tobias C. Bringmann : Manuel de diplomatie 1815-1965, 1. Édition 2001,  (ISBN 9783598114311)
- Ministère fédéral des Affaires étrangères, 40 ans de politique étrangère en Allemagne. Une documentation. 1989,  (ISBN 3879593795)
- Siegfried Bock, Ingrid Muth, Hermann Schwiesau : La politique étrangère de la RDA : un aperçu. Données, faits, personnes. 1. Édition 2010,  (ISBN 9783643105592)